# 大野昭和斎
大野 昭和斎（おおの しょうわさい、1912年3月4日 - 1996年8月30日）は、日本の木工芸家。
本名は片岡誠喜男（かたおか せきお）。重要無形文化財「木工芸」の保持者（いわゆる人間国宝）。木工芸の人間国宝としては中臺瑞真とともに3番目の認定者（1984年）である。

## 概要
岡山県総社市八代生まれで、1920年に西阿知町に移り住む。父で指物師の片岡斎三郎に14歳で師事、指物や象嵌を修行する。23歳のころ文人画家柚木玉邨（ゆのきぎょくそん）に師事、絵画を習い昭和斎と命名される。作品には桑を好む。桑のほかに欅、柿、黄楊木、肥松（こえまつ）も使う。指物・象嵌の技術に優れ、作品は箱や文机、卓、飾り棚、小箪笥、盛器、香盆、菓子鉢などを作り、箱の四方の直線に線象嵌を用いて指物独特の直線の美しさを見せる。

## 経歴
- 1912年 岡山県総社市生まれ
- 1935年 柚木玉邨に昭和斎の号をもらう。
- 1965年 第12回日本伝統工芸展入選
- 1968年 第15回日本伝統工芸展日本工芸会会長賞
- 1977年 岡山県重要無形文化財木工芸「指物・刳物・象嵌」に指定される
- 1984年 重要無形文化財「木工芸」保持者に認定
- 1987年 勲四等旭日小綬章